# Kari
Kari är ett nordiskt kvinnonamn, vanligt i Norge och USA, som Kari Traa och Kari Byron. Det är även ett gammalt vikinganamn för flickor. Kari är ett mansnamn i Finland, som hos Kari Lahtinen. Kari är även ett efternamn i vissa länder.
Namnet Kari betyder måne, och har därför gett namn till en av Saturnus månar.
Den 31 december 2008 fanns det i Sverige 51 personer med efternamnet Kari. Det fanns 915 kvinnor och 2 681 män med förnamnet Kari, varav 606 kvinnor och 2 060 män hade det som tilltalsnamn .